# Старокучергановка
Старокучерга́новка (тат. Каңга) — крупнейшее село Наримановского района Астраханской области, административный центр Старокучергановского сельсовета. Пригород  Астрахани.
Население - 6833 (2021)

## История
Первыми поселенцами села стали касимовские и казанские татары. Переселение касимовских татар в Астраханскую губернию началось в конце XVIII века, когда по распоряжению Российского правительства проводилось организованное массовое переселение государственных крестьян из Рязанской, Пензенской и Казанской губерний на Нижнюю Волгу.
Место проживания для переселенцев назначала Астраханская Казенная палата, ведавшая казенными землями и налогами. Так, 382 татарам из Касимова и Казани, объединенным в одно общество, было определено место за Волгой под названием Кучергановка в 5 верстах от города. Первые поселенцы прибыли в 1788 году. Первое официальное отмежевание земли кучергановским татарам состоялось в 1793—1794 годах губернским землемером Новицким. Кучергановское общество получило в своё пользование участок между рекой Кучерганкой, Заячьим островом и ильменем Кеч-Кочу. В пользование крестьян были отданы бугры под названием Куберт Куллы, Шумурза, Ураза, Абаз, Кули, Кара Кай, Кара тубе, Большой и Малый Аджилярш, Малый Карамей, Курулу и другие, в которых удобной земли 2500 десятин. Сверх того в 1797 году был отведен участок земли вдоль ильменя Байгушева и несколько бугров, а всего их было отмежевано тридцать.
Из всего Кучергановского общества сразу поселились на назначенном им месте только 72 человека (29 семей). А большая часть (270 человек) построили себе дома (83) на Цареве, где уже давно проживали татары. Остальные несколько семейств общества обосновались в татарских селах Солянке, Осыпном Бугре и около Белой мечети города Астрахани.
По законодательству того времени на каждого переселенца мужского пола государством выделялось 15 десятин земли для занятия крестьянским хозяйством. Из-за недостатка удобной земли, судебных тяжб по поводу спорных отмежёванных и назначенных им участков обустройство переселенцев затянулось на долгие годы. Некоторые крестьянские общества распались на несколько групп. Спор о землях с юртовскими татарами села Биштюбинского, начавшийся в 1803 году, был одним из трудноразрешимых и закончился только в 1821 году, когда спорные земли по решению Нижнего Земского суда были оставлены во владении крестьян Кучергановского общества.
Всего кучергановские татары до 1825 года имели 4015 десятин удобной и 8545 десятин неудобной земли. Из них 9 десятин находилось под селом, 122 десятин под лесопосадками, 180 десятин — под сенным покосом, 3702 десятин занимали бугры и степи.
В 1802 году при учреждении в Астраханской губернии волостных правлений была образована и Кучерганская волость сначала из двух татарских селений Кучергановки и Куроченского.
К 1877 году Кучергановка была уже довольно крупным селом, здесь действовали мечеть, частное училище, пожарный обоз. На земле общества находилась рыболовная ватага Болониной с 110 рыбосольными чанами, соляной склад Ключарева и саратовского купца Шапошникова, в 1888 году в селе было две бакалейные лавки и рыболовный промысел.
27 января 1918 года на Астраханском губернском съезде рабочих, солдатских, крестьянских и ловецких депутатов был создан Старокучергановский сельский Совет.
В годы коллективизации в Старокучергановке был создан колхоз «Путь к коммунизму». В 1960 году с центральной усадьбой в Старокучергановке был создан новый овоще-молочный совхоз «Кучергановский», объединивший коллективные хозяйства сёл Новокучергановка, Курченко Николаевки и Старокучергановки.
C 1963 года Старокучегановка входит в состав Наримановского района Астраханской области.

## Физико-географическая характеристика
Село расположено на юго-востоке Наримановского района, в пределах западной ильменно-бугровой равнины, являющейся частью Прикаспийской низменности, при ерике Канга . Особенностью местности является распространение вытянутых в субширотном направлении так называемых бэровских бугров. Понижения между буграми заняты ильменями, ериками и солончаками.  Почвенный покров комплексный: на буграх Бэра распространены бурые полупустынные почвы, в межбугровых понижениях ильменно-болотные и ильменно-луговые почвы.
Расстояние до центра Астрахани составляет 8,7 км, до районного центра города Нариманов - 48 км.
Климат резко континентальный, с жарким и засушливым летом и бесснежной ветреной, иногда с большими холодами, зимой. Согласно классификации климатов Кёппена-Гейгера тип климата - семиаридный (индекс BSk).
Часовой пояс
Старокучергановка, как и вся Астраханская область, находится в часовой зоне МСК+1. Смещение применяемого времени относительно UTC составляет +4:00.

## Население
| 1859 | 1904 | 1908 | 1914 |
| ---- | ---- | ---- | ---- |
| 193  | 656  | 704  | 575  |

| 1979 | 2002  | 2010  | 2011  | 2013  | 2014  | 2021  |
| ---- | ----- | ----- | ----- | ----- | ----- | ----- |
| 5410 | ↗5684 | ↗6042 | ↗6945 | ↘6210 | ↗6343 | ↗6833 |

Национальный состав
Согласно результатам переписи 2002 года большинство населения посёлка составляли татары (51 %)
| №  |                           | Численность населения, чел. (2010) | % от всего | % от указав- ших нацио- наль- ность |
| -- | ------------------------- | ---------------------------------- | ---------- | ----------------------------------- |
|    | всего                     | 6044                               | 100,00 %   |                                     |
| 1  | Татары                    | 3012                               | 49,83 %    | 50,00 %                             |
| 2  | Русские                   | 1553                               | 25,69 %    | 25,78 %                             |
| 3  | Цыгане                    | 896                                | 14,82 %    | 14,87 %                             |
| 4  | Казахи                    | 229                                | 3,79 %     | 3,80 %                              |
| 5  | Азербайджанцы             | 85                                 | 1,41 %     | 1,41 %                              |
| 6  | Аварцы                    | 27                                 | 0,45 %     | 0,45 %                              |
| 7  | Украинцы                  | 25                                 | 0,41 %     | 0,41 %                              |
| 8  | Корейцы                   | 20                                 | 0,33 %     | 0,33 %                              |
| 9  | Кумыки                    | 19                                 | 0,31 %     | 0,31 %                              |
| 10 | Туркмены                  | 17                                 | 0,28 %     | 0,28 %                              |
|    | другие                    | 141                                | 2,33 %     | 2,34 %                              |
|    | указали национальность    | 6024                               | 99,67 %    | 100,00 %                            |
|    | не указали национальность | 20                                 | 0,33 %     |                                     |

## Религия
Мечети
- Мечеть